# Максимово (Кемеровская область)
Макси́мово — деревня в Крапивинском районе Кемеровской области. Входит в состав Борисовского сельского поселения.

## География
Центральная часть населённого пункта расположена на высоте 149 метров над уровнем моря.

## Население
По данным Всероссийской переписи населения 2010 года, в деревне Максимово проживает 117 человек (51 мужчина, 66 женщин).